# 트무타라칸

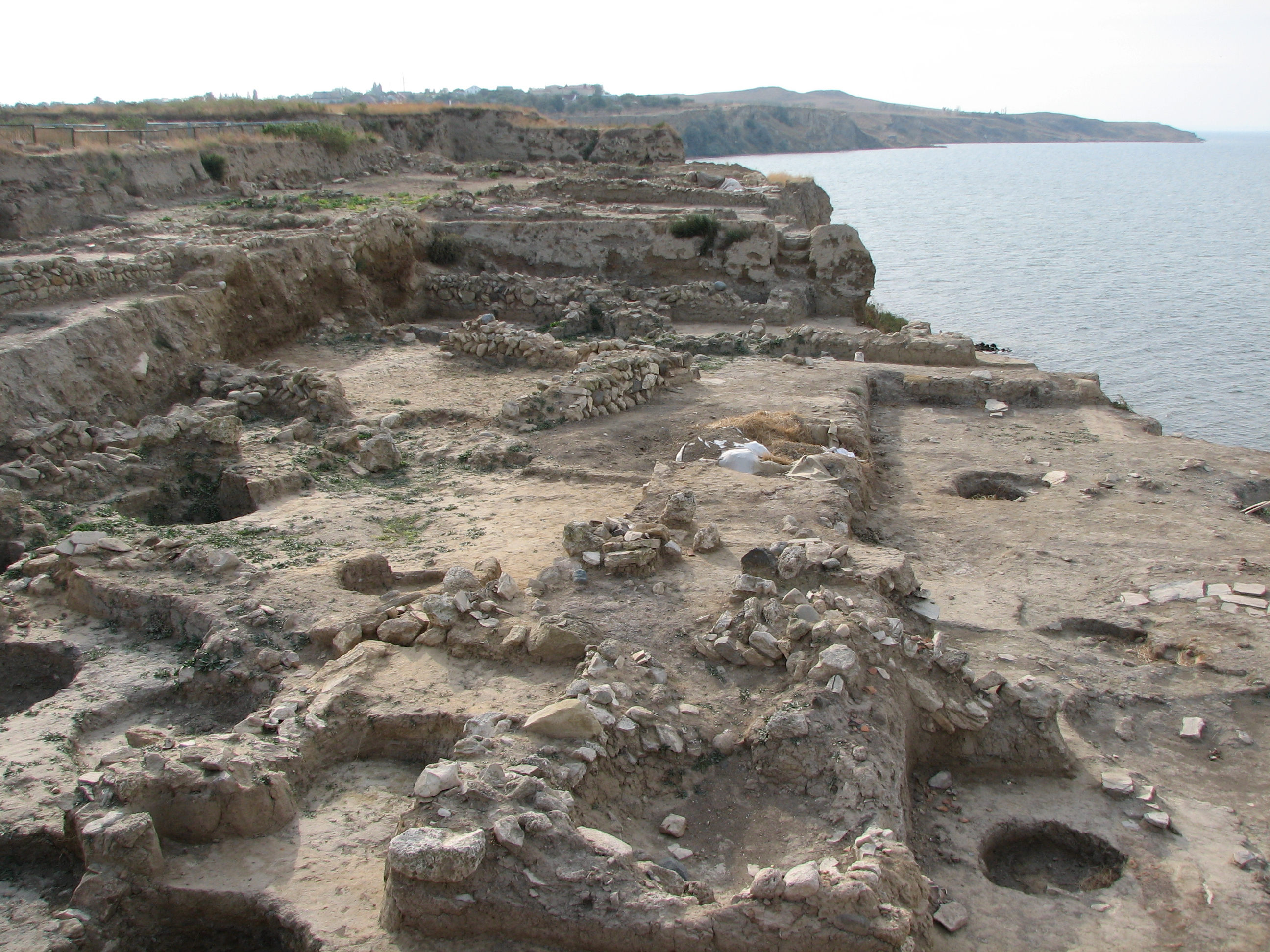

트무타라칸(러시아어: Тмутаракань, 우크라이나어: Тмуторокань) 또는 티무타라칸(고대 교회 슬라브어: Тъмуторокань)은 흑해 연안의 아조프해에 위치하며 킴메리아 보스포러스 해협을 통제하던 고대 도시였다. 트무타무칸은 타만 반도(오늘날 크라스노다르 지방)에 위치해 있었고, 고대 그리스의 식민지였던 헤르모노사(Hermonassa, Ἑρμώνασσα)에 자리잡았다.
튼튼하게 요새화되어 있었으며 훌륭한 항구가 있어 많은 상인들이 오가는 대도시였고, 당시 비잔틴 제국과 북캅카스를 잇는 무역로 대부분을 통제하였다. 다양한 민족이 살았으며 하자르 제국이 멸망한 이후에도 하자르인들이 들어와 산 것으로 보인다. 10~11세기 사이에 키예프 루스가 트무타라칸을 점령하고 류리크 왕조의 방계가 통치하였다. 그러나 끝내 비잔틴 제국이 멸망한 이후 도시는 버려져 폐허가 되었다.